# Aeroportul Plock
Aeroportul Plock (IATA: QPC, ICAO: EPPL) este un aeroport din Płock, Mazovia, Polonia. A fost deschis în 1928.
Situat la o altitudine de 101 m, aeroportul dispune de o singură pistă.